# G8+5

G8+5

Група 8+5 (англ. G8+5) — колишній міжнародний клуб, що об'єднував Велику Британію, Німеччину, Італію, Канаду, Росію, США, Францію та Японію (G8) та Бразилію, КНР, Індію, ПАР та Мексику. Так само називають і неофіційний форум лідерів цих країн (за участю Європейської комісії), в рамках якого проходить узгодження підходів до актуальних міжнародних проблем.
Після анексії Криму 24 березня 2014 року Росія була піддана нищівній критиці з боку країн Великої сімки і формально виключена зі списку G8.